# Oxford (circonscription fédérale)
Pour les articles homonymes, voir Oxford (homonymie).
Circonscription électorale fédérale du Canada
Oxford est une circonscription électorale fédérale et provinciale en Ontario.

## Circonscription fédérale
La circonscription est située dans le sud de l'Ontario. Les entités municipales formant la circonscription sont Woodstock, Tillsonburg, Ingersoll, Norwich, Zorra, South-West Oxford, Blandford-Blenheim et East Zorra-Tavistock. 
Les circonscriptions limitrophes sont Brantford—Brant, Cambridge, Elgin—Middlesex—London, Haldimand—Norfolk, Kitchener—Conestoga et Perth—Wellington.

### Historique
La circonscription d'Oxford a été créée en 1933 à partir des circonscriptions d'Oxford-Nord et d'Oxford-Sud.
| Législature                               | Années        | Député         | Député            | Parti                     |
| ----------------------------------------- | ------------- | -------------- | ----------------- | ------------------------- |
| Oxford issue de Oxford-Nord et Oxford-Sud |               |                |                   |                           |
| 18e                                       | 1935–1940     |                | Almon Rennie      | Libéral                   |
| 19e                                       | 1940–1945     |                | Almon Rennie      | Libéral                   |
| 20e                                       | 1945–1949     |                | Kenneth Daniel    | Progressiste-conservateur |
| 21e                                       | 1949–1953     |                | Clark Murray      | Libéral                   |
| 22e                                       | 1953–1957     |                | Wally Nesbitt     | Progressiste-conservateur |
| 23e                                       | 1957–1958     |                | Wally Nesbitt     | Progressiste-conservateur |
| 24e                                       | 1958–1962     |                | Wally Nesbitt     | Progressiste-conservateur |
| 25e                                       | 1962–1963     |                | Wally Nesbitt     | Progressiste-conservateur |
| 26e                                       | 1963–1965     |                | Wally Nesbitt     | Progressiste-conservateur |
| 27e                                       | 1965–1968     |                | Wally Nesbitt     | Progressiste-conservateur |
| 28e                                       | 1968–1972     |                | Wally Nesbitt     | Progressiste-conservateur |
| 29e                                       | 1972–1974     |                | Wally Nesbitt     | Progressiste-conservateur |
| 30e                                       | 1974–1979     | Bruce Halliday |                   | Progressiste-conservateur |
| 31e                                       | 1979–1980     | Bruce Halliday |                   | Progressiste-conservateur |
| 32e                                       | 1980–1984     | Bruce Halliday |                   | Progressiste-conservateur |
| 33e                                       | 1984–1988     | Bruce Halliday |                   | Progressiste-conservateur |
| 34e                                       | 1988–1993     | Bruce Halliday |                   | Progressiste-conservateur |
| 35e                                       | 1993–1997     |                | John Baird Finlay | Libéral                   |
| 36e                                       | 1997–2000     |                | John Baird Finlay | Libéral                   |
| 37e                                       | 2000–2004     |                | John Baird Finlay | Libéral                   |
| 38e                                       | 2004–2006     |                | Dave MacKenzie    | Conservateur              |
| 39e                                       | 2006–2008     |                | Dave MacKenzie    | Conservateur              |
| 40e                                       | 2008–2011     |                | Dave MacKenzie    | Conservateur              |
| 41e                                       | 2011–2015     |                | Dave MacKenzie    | Conservateur              |
| 42e                                       | 2015–2019     |                | Dave MacKenzie    | Conservateur              |
| 43e                                       | 2019–2021     |                | Dave MacKenzie    | Conservateur              |
| 44e                                       | 2021–2023     |                | Dave MacKenzie    | Conservateur              |
| 44e                                       | 2023–actuelle |                | Arpan Khanna      | Conservateur              |

### Résultats électoraux
|       | Candidat           | Parti             | # de voix | % des voix |
|       | (X) Dave MacKenzie | Conservateur      | +25 966,  | 45,67 %    |
|       | Don McKay          | Libéral           | +18 299,  | 32,19 %    |
|       | Zoe Kunschner      | NPD               | +09 406,  | 16,55 %    |
|       | Mike Farlow        | Vert              | +02 004,  | 3,53 %     |
|       | Melody Ann Aldred  | Héritage chrétien | +01 175,  | 2,07 %     |
| Total | Total              | Total             | 56 850    | 100 %      |

|       | Candidat           | Parti        | # de voix | % des voix |
|       | (x) Dave MacKenzie | Conservateur | +27 973,  | 58,9 %     |
|       | Tim Lobzun         | Libéral      | +04 521,  | 9,52 %     |
|       | Paul Arsenault     | NPD          | +12 164,  | 25,61 %    |
|       | Mike Farlow        | Vert         | +02 058,  | 4,33 %     |
|       | John Markus        | Héritage     | +00776,   | 1,63 %     |
| Total | Total              | Total        | 47 492    | 100 %      |

|       | Candidat           | Parti        | # de voix | % des voix |
|       | (x) Dave MacKenzie | Conservateur | +23 330,  | 52,68 %    |
|       | Martha Dennis      | Libéral      | +08 586,  | 19,39 %    |
|       | Diane Abbott       | NPD          | +07 982,  | 18,02 %    |
|       | Cathy Mott         | Vert         | +03 355,  | 7,58 %     |
|       | Shaun MacDonald    | Héritage     | +01 036,  | 2,34 %     |
| Total | Total              | Total        | 44 289    | 100 %      |

## Circonscription provinciale
Depuis les élections provinciales ontariennes du 4 octobre 2007, l'ensemble des circonscriptions provinciales et des circonscriptions fédérales sont identiques.